# Ghettogangz – Die Hölle vor Paris
Ghettogangz – Die Hölle vor Paris  (auch: Banlieue 13 – Anschlag auf Paris, Originaltitel: Banlieue 13, englischsprachiger Vertrieb: District 13)  ist ein französischer Film aus dem Jahr 2004.
Banlieue ist der französische Ausdruck für „Vorort“, ursprünglich bezeichnete er eine Bannmeile. Seit den 1970ern kennzeichnet er vor allem die Randbereiche der großen französischen Städte, in denen sowohl der Anteil an Sozialwohnungen in Plattenbauweise als auch der Anteil an Immigranten vergleichsweise hoch ist. Diese Gebiete sind heute meist soziale Brennpunkte mit Problemen wie Arbeitslosigkeit und Beschaffungskriminalität.
Der Film befasst sich in Form eines dystopischen fiktiven Szenarios mit dem Problem der wachsenden Kriminalität in einer dieser Vorstädte von Paris: der Banlieue 13.

## Handlung
Die berüchtigte Pariser Vorstadt Banlieue 13 ist im Jahr 2010 von einer hohen Mauer umgeben, nachdem die französische Innenpolitik versagt hat. Niemand kommt in den Stadtteil hinein oder aus diesem heraus. Dafür sorgen schwer bewaffnete Polizeieinheiten außerhalb der Mauer.
Im Stadtteil selbst herrscht Chaos, es gibt keine Rechtsordnung mehr, keine Polizei, selbst die Schulen wurden geschlossen. Brutale, schwer bewaffnete Gangs haben die Macht über die Banlieue 13 und ihre zwei Millionen Einwohner übernommen.
Der brutalste Bandenchef ist Taha, der eine bewaffnete Privatarmee befehligt und weite Teile des Bezirks kontrolliert. Leïto, ein Kampfsportler und Kleingauner, will den skrupellosen Drogenzar Taha vor Jahresfrist an die Polizei ausliefern, einen Tag, bevor die letzte Polizeistation im Stadtteil geschlossen wird. Doch der Deal kommt nicht zustande. Da die Polizeibeamten Tahas Leuten unterlegen sind, lassen sie ihn samt Leïtos Schwester Lola ziehen, die von Taha entführt wurde, und nehmen stattdessen Leïto fest.
Damien, ein verdeckt ermittelnder Polizist, wird auf den Plan gerufen, als bekannt wird, dass eine „saubere Kernwaffe“, die ohne radioaktiven Niederschlag gezündet werden kann, gestohlen wurde und über Umwege in das Ghetto gelangt ist. Die Atomwaffe verfügt über einen Zeitzünder, der aktiviert wurde und innerhalb von 24 Stunden zur Detonation führen wird. Um zu verhindern, dass Taha, der die Waffe auf eine Trägerrakete montieren ließ, sie auf Paris abfeuert, wird der Undercover-Polizeiagent Damien in das Ghetto eingeschleust. Dazu braucht er jedoch einen ihn unterstützenden Partner mit Ortskenntnissen. Dafür wird von der Polizeileitung der inhaftierte Leïto ausgewählt, der jedoch nicht erfahren soll, dass Damien für die Polizei arbeitet.
Tatsächlich schaffen es die beiden, sich während eines Gefangenentransports zu befreien, sich des Wachpersonals zu entledigen und in das Ghetto zu gelangen. Doch Leïto bemerkt schnell, dass Damien für die Polizei arbeitet. Nachdem ihm dieser von der Bombe erzählt hat, entschließt sich Leïto, Damien zu helfen; schließlich will er seine Schwester befreien, die von Taha heroinabhängig gemacht wurde und in seinem Haus gefangengehalten wird.
In Tahas Hauptquartier will Damien die Bombe entschärfen, doch Taha wittert ein lukratives Geschäft und verlangt 20 Millionen Euro für die Bombe. Die französische Regierung ist allerdings nicht bereit, zu zahlen. Im Gegenteil, nachdem sie von Damien die Kontodaten Tahas erhalten hat, räumt sie sämtliche seiner weltweiten Konten leer.
Der nun mittellose Taha wird von einigen seiner Gefolgsleuten erschossen, und K2, Anführer von Tahas Privatarmee, übernimmt seine Geschäfte. Er gewährt Leïto und Damien Zugang zum Dach des Gebäudes, auf dem sich die Waffe befindet, um den Sprengkörper von ihnen entschärfen zu lassen. Auf dem Dach finden sie zugleich Leïtos Schwester vor, die sie befreien.
Per Mobiltelefon bekommt Damien von der Regierung den angeblichen Code für die Entschärfung mitgeteilt, doch Leïto kommen diese Zahlen seltsam vor, da sie dem aktuellen Datum entsprechen und auf „B13“ enden, der Abkürzung des Bezirks „Banlieue 13“.
Leïto macht Damien darauf aufmerksam, da er den Verdacht schöpft, dass der Code nicht zur Entschärfung der Waffe führen würde, sondern ihre Zündung erst hervorrufen könnte, und will seinen Mitstreiter davon überzeugen, den Code nicht einzugeben. Damien vertraut allerdings seinen Vorgesetzten und will seinem Befehl zur Eingabe des Code Folge leisten. Leïto greift ein und es kommt zum finalen Kampf zwischen den beiden, während die letzte Minute des Countdowns der Waffe abläuft. Erst nach Ablauf des Countdowns wird Damien die Intrige klar, und er dankt Leïto für seine schnelle Auffassungsgabe und die Rettung des ganzen Banlieue 13.
Leïto und Damien bringen die Bombe daraufhin aus dem Ghetto heraus, direkt in das französische Innenministerium zu den dort versammelten Ministern. Als Damien und Leïto vor den Augen der entsetzten Minister den Code eingeben, gesteht der Innenminister, dass er vorhatte, das problematische Banlieue 13 auszulöschen, zur Wahrung der Sicherheit und um Steuergelder einzusparen. Sein Geständnis wird von einem Reporter vom Dach eines benachbarten Hauses gefilmt und umgehend auf allen Fernsehkanälen gesendet. Die französische Regierung ist am Ende. Sie beschließt, die Mauer wieder abzureißen, die Polizei vor Ort zu etablieren und die Schulen erneut zu eröffnen, um Banlieue 13 wieder einzugliedern.

## Hintergrund
Der Film wurde in Paris, Bukarest sowie Pitești gedreht. Die Produktion des Films erfolgte von Januar 2004 bis Oktober 2004. Dem Film stand ein geschätztes Budget von 12 Millionen Euro zur Verfügung. In Frankreich kam der Film auf Einnahmen in Höhe von umgerechnet knapp 7 Millionen US-Dollar, in den USA spielte er rund 1,2 Millionen US-Dollar ein. Am 10. November 2004 feierte er in Frankreich seine Premiere. In den USA war er erstmals beim Seattle International Film Festival am 10. Juni 2005 zu sehen. Ab dem 12. April 2006 wurde er in Deutschland auf DVD vermarktet. In Deutschland wurde der Film bei der Free-TV-Premiere auf RTL am 6. Juni 2009 unter dem Titel Banlieue 13 – Anschlag auf Paris in einer geschnittenen FSK-16-Version ausgestrahlt.
Die Rolle der Lola wurde von Luc Besson speziell für Dany Verissimo geschrieben. Obwohl Bibi Naceri ein Co-Autor des Drehbuchs war, musste er für die Rolle des Taha vorsprechen, für welche weitere Schauspieler zum Casting geladen wurden. Ursprünglich sollte Alexandre Aja die Dreharbeiten leiten, und Tony D’Amario war für die Rolle des Taha vorgesehen. Für Tony D’Amario war Banlieue 13 der letzte Film, dessen Fertigstellung er miterlebte. Er verstarb 2005 an einem Aneurysma, das zum Herzinfarkt führte. Sein letzter Film Last Hour – Countdown zur Hölle erschien drei Jahre nach seinem Tod.
Viele Stunts wurden von Traceuren dargestellt, unter anderem ist David Belle, Darsteller der Rolle des Leïto, der Begründer von Parkour. In 90 % der Parkour-Szenen kamen keine Spezialeffekte zum Einsatz.
Die Unruhen in Frankreich im Jahr 2005 verdeutlichten, wie groß die Armut und Wut in den Vorstädten ist. Die Darstellung einer eingemauerten Verbrecherstadt und eines darin eindringenden Undercover-Agenten erinnert an den US-amerikanischen Film Die Klapperschlange aus dem Jahr 1981. Dabei ist die Vorstellung eines eingezäunten Ghettos vor einer Großstadt nicht unrealistisch. In Padua gab es von August 2006 bis 2007 tatsächlich einen wegen zu hoher Kriminalität eingezäunten Stadtteil. Im Gegensatz zu diesem Film gab es dort jedoch sehr wohl Polizisten.

## Kritiken
„Adrenalinspektakel mit Wahnsinns-Stunts.“

„Rasanter Actionfilm aus dem Hause Luc Besson, der aus seinen Anleihen bei John Carpenters ‘Die Klapperschlange’ keinen Hehl macht.“

## Fortsetzung
Am 18. Februar 2009 lief die Fortsetzung des Filmes in den französischen Kinos an. Der französische Titel lautet Banlieue 13 – Ultimatum; der deutsche ist Ghettogangz 2 – Ultimatum. In Deutschland erschien der Film im November 2009 direkt auf DVD und Blu-Ray Disc, als Leihfassung schon im Oktober 2009.

## Neuverfilmung
Am 25. April 2014 erschien mit Brick Mansions eine Neuverfilmung in den Kinos. Während viele Rollen (zwangsläufig) neu besetzt wurden (Paul Walker spielt in seiner letzten Rolle Damien), blieb die Rolle des Leïto (Lino) mit David Belle gleichbesetzt.